# Джи, Дэвид Аллан
Дэвид Аллан Джи (англ. David Allan Gee; ок. 1929 — 13 июня 2013) — китайско-австралийский эксперт по монетам, дилер, коллекционер и фальсификатор.

## Биография
Дэвид Джи родился в Китае в сельской местности и в детском возрасте эмигрировал в Сидней (Австралия). Он занялся торговлей монетами и прокатом фильмов для взрослых.
По словам его друга Джима Хендерсона (Jim Henderson), контролёра Королевского Австралийского монетного двора, «Двенадцатиугольный дизайн пятидесятицентовой монеты этой страны принадлежал, по сути, Джи».
Дэвид Джи умер в июне 2013 года.

## Фальсификаторская деятельность
Занявшись фальсификацией почтовых марок и монет, Джи использовал псевдонимы «Chinese Ma», «Yong Chu Chee», «James Bond», «Robert Lowe», «Dr. K. Hayes», «Peter Dierking», «Kee On Yu» и ещё около 70 других.
Джи изготовил подделки некоторых из самых редких монет Австралии. В 1979 году его приговорили к семи годам лишения свободы за фальшивомонетничество.